# Relly Fernández
Relly Henry Fernández Manzanares, noto semplicemente come Relly Fernández (Coronel Portillo, 1º novembre 1997), è un calciatore peruviano, attaccante del Juan Pablo II College.

## Caratteristiche tecniche
È un'ala destra.

## Carriera

### Club
Cresciuto nelle giovanili del Carlos A. Mannucci, ha esordito in prima squadra il 30 aprile 2016 disputando l'incontro di Segunda División vinto 2-1 contro il Deportivo Coopsol.

### Nazionale
Con la nazionale Under-20 peruviana ha preso parte al Sudamericano Under-20 2017.